# Вельжичское сельское поселение
Ве́льжичское сельское поселение — упразднённое муниципальное образование в восточной части Мглинского района Брянской области. Административный центр — село Вельжичи.
Образовано в результате проведения муниципальной реформы в 2005 году, путём слияния дореформенных Вельжичского и Деременского сельсоветов.
Законом Брянской области от 8 мая 2019 года были упразднены Вельжичское, Новоромановское и Осколковское сельские поселения, все включённые в Ветлевское сельское поселение.

## Население
| 2010 | 2011 | 2012 | 2013 | 2014 | 2015 | 2016 |
| ---- | ---- | ---- | ---- | ---- | ---- | ---- |
| 838  | ↘831 | ↘799 | ↘765 | ↘743 | ↘734 | ↘724 |
| 2017 | 2018 | 2019 |      |      |      |      |
| ↘697 | ↘639 | ↘611 |      |      |      |      |

## Населённые пункты
| № | Населённый пункт | Тип     | Население |
| - | ---------------- | ------- | --------- |
| 1 | Вельжичи         | село    | ↘287      |
| 2 | Владимировка     | посёлок | ↗9        |
| 3 | Деремна          | село    | ↘256      |
| 4 | Дуброва          | посёлок | ↘27       |
| 5 | Малая Деременка  | деревня | →7        |
| 6 | Полховка         | деревня | ↘86       |
| 7 | Трусовка         | деревня | ↘86       |
| 8 | Ястребец         | посёлок | ↘7        |